# Debbie Flintoff-King
Debra "Debbie" Lee Flintoff-King (født 20. april 1960 i Melbourne) er en tidligere australsk atlet, som konkurrerede i 400 meter hækkeløb i 1980- til begyndelsen af 1990'erne. 
Debbie Flintoff dyrkede oprindeligt flere atletikdiscipliner, men efter at have mødt træneren Phil King (som hun senere blev gift med) koncentrerede hun sig fra 1981 om 400 meter hækkeløb. Hun opnåede sit første store internationale resultat i denne disciplin, da hun vandt en guldmedalje i Commonwealth Games individuelt i 1982 samt sølv i 4×400 m hækkeløb.
Hun deltog i 400 m hækkeløb ved OL 1984, hvor hun blev nummer seks i tiden 56,21 sekunder. Flintoff genvandt sin guldmedalje ved Commonwealth Games i 1986, hvor hun desuden vandt guld i 400 meterløbet samt bronze i hækkeløbsstafetten. Ved VM 1987 i Rom vandt hun sølv efter østtyske Sabine Busch.
Flintoff-Kings største sportslige præstation var guldmedaljen ved OL 1988 i Seoul. Hun vandt sit indledende heat samt sin semifinale (hvor hun i øvrigt satte olympisk rekord med tiden 54,00 minutter, og i finalen forbedrede hun denne rekord til 53,17, hvilket lige akkurat rakte til guldet foran sovjetiske Tatjana Ledovskaja, der var 0,01 sekund efter på andenpladsen, mens østtyske Ellen Fiedler blev nummer tre i 53,63 sekunder. Flintoff-King var også meldt til på 400 m-stafetten for Australien, men de kom ikke til start.
Hendes sidste store internationale stævne var Commonwealth Games i 1990, hvor hun vandt sølv individuelt og som en del af det australske stafethold på 400 m-distancen.
Flintoff-King indstillede sin karriere i 1991, og hun har siden blandt andet været træner for sprinteren Lauren Hewitt samt hækkeløberen Jana Pittman. Ved OL 2000 var hun en af de sidste som bar på den olympiske flamme inden på stadionet under åbningsceremonien.